# 石橋篤史
石橋 篤史（いしばし あつし、1976年8月29日 - ）は、埼玉県出身の俳優。

## 出演

### 映画
- CHiLDREN

### テレビドラマ
- 月曜ドラマスペシャル（TBS）
  - アドベンチャー探偵の事件簿
- 火曜サスペンス劇場（日本テレビ）
  - 弁護士・高林鮎子第24作「東京環状線夏の迷走・関係者全員口を濁す殺人未遂事件の第2幕」（1999年7月20日）- アキラ 役
- 木曜ドラマ（テレビ朝日）
  - 家政婦は見た! - 石森和也役
- 土曜ワイド劇場（テレビ朝日）
  - 法医学教室の事件ファイル - 桑田役、レギュラー出演
  - 超高層ホテルウーマンvs女ガードマン - 江上役
  - 車椅子の弁護士・水島威 - 佐田役
  - 殺人銀行 - 矢部澄夫役
  - 再会 - 沢野健太役
- BSドラマ
  - チルドレン
- CX昼帯ドラマ
  - 幸せ咲いた - 笠井悦男役
  - 金色の翼 - 川村刑事役
  - プラチナエイジ - リングアナ役
- TBSドラマ
  - フェイス〜見知らぬ恋人〜
  - クロヒョウ2 龍が如く 阿修羅編 - DJ RIKUOH役、レギュラー出演

### 舞台
- 百文女郎繁盛記（劇団麦の会）
- 8.12（劇団TA2）
- 8.12 第2章 絆（劇団TA2）
- 幕末ノ丘（神田時来組）

### CM
- マクドナルド
- アサヒビール
- 伊藤忠エネスク
- ダンロップ XXIO 20,3〜

### バラエティー
- 名前で呼ぶなって!（執事、レギュラー出演）

## 広告/雑誌
- メトロポリスカバー
- アサヒビール
- ora2
- Ray
- MENS CLUB
- 日経トレンディ 2008年3月号